# 短颖草
短颖草（学名：Brachyelytrum erectum）为禾本科短颖草属下的一个变种。